# Cophixalus desticans
Cophixalus desticans es una especie de anfibio anuro de la familia Microhylidae.

## Distribución geográfica
Esta especie es endémica de la provincia de Milne Bay de Papua Nueva Guinea. Se conoce solo en el extremo sureste de la isla y en la isla de Normanby, en el archipiélago de Entrecasteaux.

## Publicación original
- Kraus & Allison, 2009 : New species of Cophixalus (Anura: Microhylidae) from Papua New Guinea. Zootaxa, n.º 2128, p. 1-38[3]